# Fletcher Bowron
Fletcher Bowron (ur. 13 sierpnia 1887, zm. 11 września 1968) – amerykański polityk, trzydziesty piąty burmistrz Los Angeles. Najdłużej urzędujący burmistrz tego miasta po Tomie Bradley'u.

## Życiorys
Urodzony w Poway w Kalifornii szkołę średnią skoczył w Los Angeles w 1904 roku. W 1907 rozpoczął studia w Berkeley, dwa lata później przeniósł się na University of Southern California. Pracował jako reporter, urzędnik miejski i sądowy oraz prawnik.
Służył w artylerii i wywiadzie US Army podczas I wojny światowej. Po powrocie wrócił do praktyki prawniczej. W 1922 został zastępcą stanowego komisarza ds. korporacji (deputy state corporations commissioner). W 1925 gubernator Kalifornii Friend Richardson mianował go sekretarzem wykonawczym. W 1926 roku został powołany do Sądu Najwyższego Kalifornii.
Wybrany w 1938 roku burmistrzem L.A. na fali krytyki skorumpowanego poprzednika Franka L. Shaw. W 1953 roku przegrał wybory. W latach 1956–1962 ponownie został sędzią Sądu Najwyższego Kalifornii. Na emeryturze szefował projektowi. Metropolitan Los Angeles History Project. Zmarł 11 września 1968 w wypadku samochodowym spowodowanym przez zawał serca.